# Ольгін ставок
Ольгін став — став у Колоністському парку Петергофа. Пам'ятка архітектури.

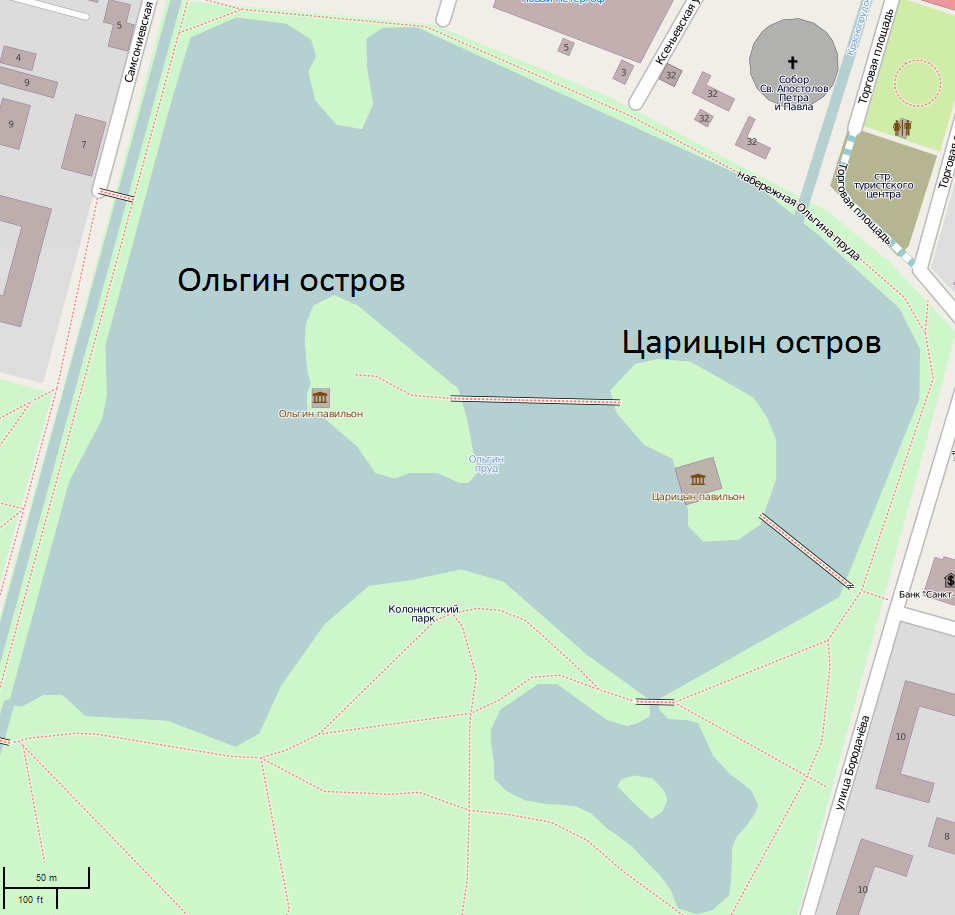
Схема ставка

## Історія
В 1837 за наказом Миколи I поглибили Мисливське болото, створили ставок з островами, а через кілька років розбили парк навколо ставка.
Свою назву став від Ольгіна павільйону, який створювався для другої дочки Микола I — Ольги. Служив для постачання водою міста та фонтанів. Вириту землю використовували для насипу трьох островів: Ольгіна, Царіцина та крихітного Кроличчого. На Ольгиному та Царициному островах архітектор Андрій Іванович Штакеншнейдер побудував Ольгін та Царіцин павільйони для дочки та дружини Миколи I. Встановили мармурову скульптуру, розбили квітники. Береги засадили чагарниками, переважно бузком. Переправа між островами здійснювалася з допомогою човнів. До Царицину острову було влаштовано поромну переправу. У місцях причалювання до води були мармурові сходи. У центрі між островами, на п'єдесталі, прихованому під водою, встановили мармурову скульптуру «Німфа, що купується». Благоустроєм берега та островів керували садові майстри Петро Ерлер та П. І. Архіпов. Роботи з озеленення тривали з літа 1839 до кінця 1841 року.